# Canedo (A Pobra do Brollón)
San Miguel de Canedo és una parròquia del municipi gallec d'A Pobra do Brollón, a la província de Lugo. Limita amb les parròquies de Laiosa (O Incio) al nord, Óutara al nord-est i est, A Ferreirúa al sud, i Freituxe (Bóveda) a l'oest.
El 2015 tenia 56 habitants agrupats en 8 entitats de població: Aldea de Abaixo, Aldea de Arriba, A Eirexe, A Ermida, A Fonte, A Presa, Quintairo i Telo.
Entre el seu patrimoni destaquen l'església de San Miguel, d'estil neoclàssic, la capella de San Miguel i la Casa de Barredo. Les festes se celebren a l'entorn del 29 de setembre en honor de Sant Miquel.